# Worcester College
Het Worcester College is een van de colleges van de Universiteit van Oxford. Het was (onder de naam Gloucester Hall) al sinds de dertiende eeuw een leer-instituut, maar het huidige college werd pas opgericht in de achttiende eeuw. Het College ontving in 2006 ongeveer 32 miljoen Engelse pond aan donaties. Het huidige hoofd van het College is David Isaac (sinds 1 juli 2021), een advocaat die ook werkzaam is als partner bij Pinsent Masons, een internationaal advocatenkantoor.

## Gebouwen en terrein

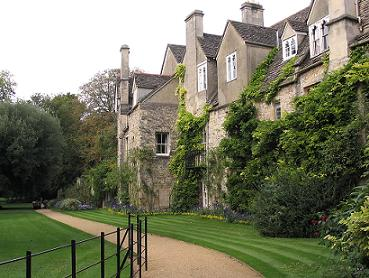
Achterzijde van de middeleeuwse 'cottages'

De gebouwen zijn verschillend van aard, vooral de gebouwen in de grote binnenplaats. Rechtsboven op de foto is een imposant 18e-eeuws gebouw in neo-klassische stijl te zien, en links op de foto een rij middeleeuwse gebouwen die ook wel bekendstaan als de ‘cottages’; zij behoren tot de oudste woonhuizen in Oxford. De 'cottages' (hutjes of huisjes) stammen nog uit de tijd van het Gloucester College, zoals het Worcester College eerst heette. Het Gloucester College (dat op precies dezelfde plek stond) was een college van en voor Benedictijner monniken. Het werd gesticht in 1283 en ontbonden rond 1539 tijdens een operatie die we de Ontbinding van de Kloosterorden kunnen noemen.

Na ongeveer twintig jaar werden de gebouwen van het oude Gloucester College gebruikt voor de inwijding van Gloucester Hall, rond 1560. Na een donatie van  Thomas Cookes, een edelman uit Bentley, in het graafschap Worcestershire, werd Glaucester Hall in 1714 omgedoopt tot Worcester College. Er was in die tijd net genoeg geld voor de herbouw van de kapel, de Hall, de bibliotheek en de noordkant van de binnenplaats, ook wel het Terras genoemd. Dr. George Clarke was verantwoordelijk voor het ontwerp, waarbij hij gebruik maakte van de adviezen van Nicholas Hawksmoor. In 1736 liet Clarke (later Sir George) zijn grote verzameling boeken en manuscripten na aan het college. De verzameling bevatte ook de documenten van zijn vader William Clarke (belangrijke documenten voor de geschiedenis van Engeland in de periode van het Gemenebest en het Protectoraat), en een groot deel van de nog overgebleven tekeningen van Inigo Jones. 

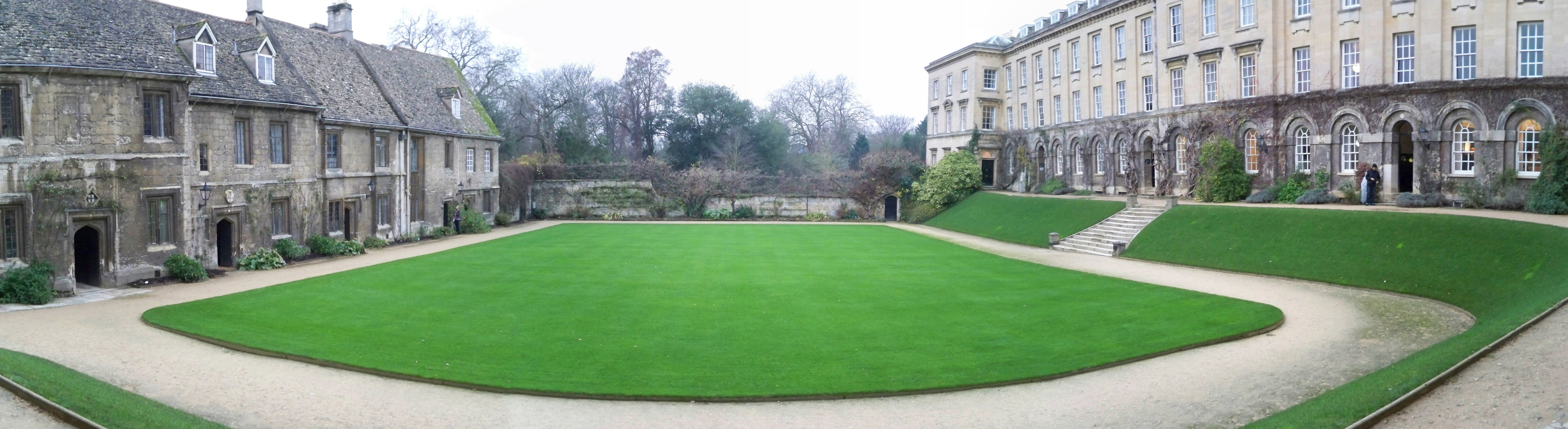
De binnenplaats van het Worcester College. Links de middeleeuwse 'cottages'.

Door geldgebrek vorderde het renovatie-programma voor Worcester's achttiende-eeuwse gebouwen ‘met horten en stoten’. De westkant van het Terras en de woning van het hoofd van het college zijn in 1773-1776 toegevoegd (de architect was Henry Keene). De middeleeuwse huisjes zouden worden vervangen door meer klassieke gebouwen, maar bleven bewaard omdat het steeds weer aan geld ontbrak om ze te vervangen. De Hall en de kapel (de architect was James Wyatt) werden pas voltooid rond 1770-1780. Eind vorige eeuw zijn er enkele nieuwe woningen voor studenten en promovendi bijgebouwd, dankzij een aantal gulle donaties. Tot de laatste van die gebouwen behoren het Earl Building, Sainsbury Building (dat in 1984 de Civic Trust Award won), Linbury Building, Canal Building, Ruskin Lane Building (voor studenten) en Franks Building (voor promovendi). Een moderne toevoeging aan het Worcester College, het Canal Building, bevindt zich naast de noordelijke ingang van het college en, zoals de naam doet vermoeden, naast het Oxford Kanaal. Het herbergt vijftig studenten in grote een-persoons appartementen met badkamer. Deze zijn voornamelijk gereserveerd voor derde en vierde jaars studenten.

## De kapel

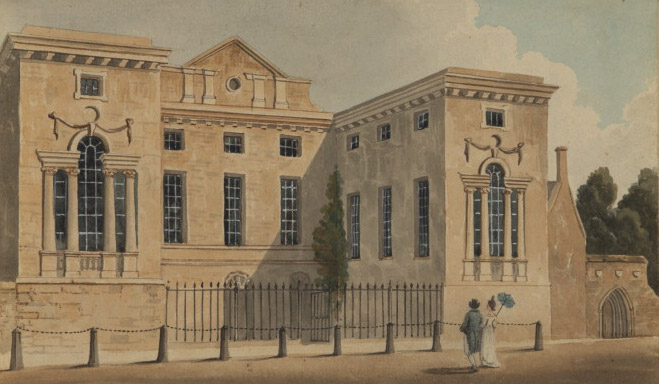
Worcester College in de vroege 19e eeuw. De vleugels zijn de Hall (links) en de kapel (rechts)

De kapel van het college is gebouwd in de achttiende eeuw. Dr. George Clarke, Henry Keene en James Wyatt waren verantwoordelijk voor de verschillende fasen gedurende de constructie (1720-1791).
Structureel geldgebrek was de oorzaak van de langdurige bouwfase. De zuilen binnenin de kapel en de pilasters (uit de wand naar voren komende vierkante platte zuilen), de koepel en de fijne bladversiering aan het plafond, zijn het werk van Wyatt.
Het klassieke interieur was niet gedecideerd (krachtig) genoeg voor de smaak van de militante Victoriaanse geestelijkheid, en tussen 1864 en 1866 werd de kapel opnieuw gedecoreerd door William Burges.
Het ziet er heel opmerkelijk en decoratief uit; de overheersend roze kerkbanken zijn gedecoreerd met uitgesneden dieren, onder meer kangoeroes en walvissen. De muren zijn zeer kleurrijk en bevatten muurschilderingen van dodo’s en pauwen.
De gebrandschilderde ramen zouden worden ontworpen door John Everett Millais, maar William Burges verwierp zijn ontwerp en vertrouwde het werk toe aan Henry Holiday. Oscar Wilde zei over de kapel: ‘Als eenvoudig en decoratief kunstwerk is het perfect. De ramen zijn zeer artistiek’.
Het vaste zangkoor van de kapel wordt aangevuld door twaalf koorknapen van de Christ Church Cathedral School.

## De Hall
William Burgess begon in 1877 opnieuw met de decoratie van de Hall, maar toen hij stierf was het nog niet af, en rond 1970 werd het werk van Wyatt weer hersteld.

## De tuinen

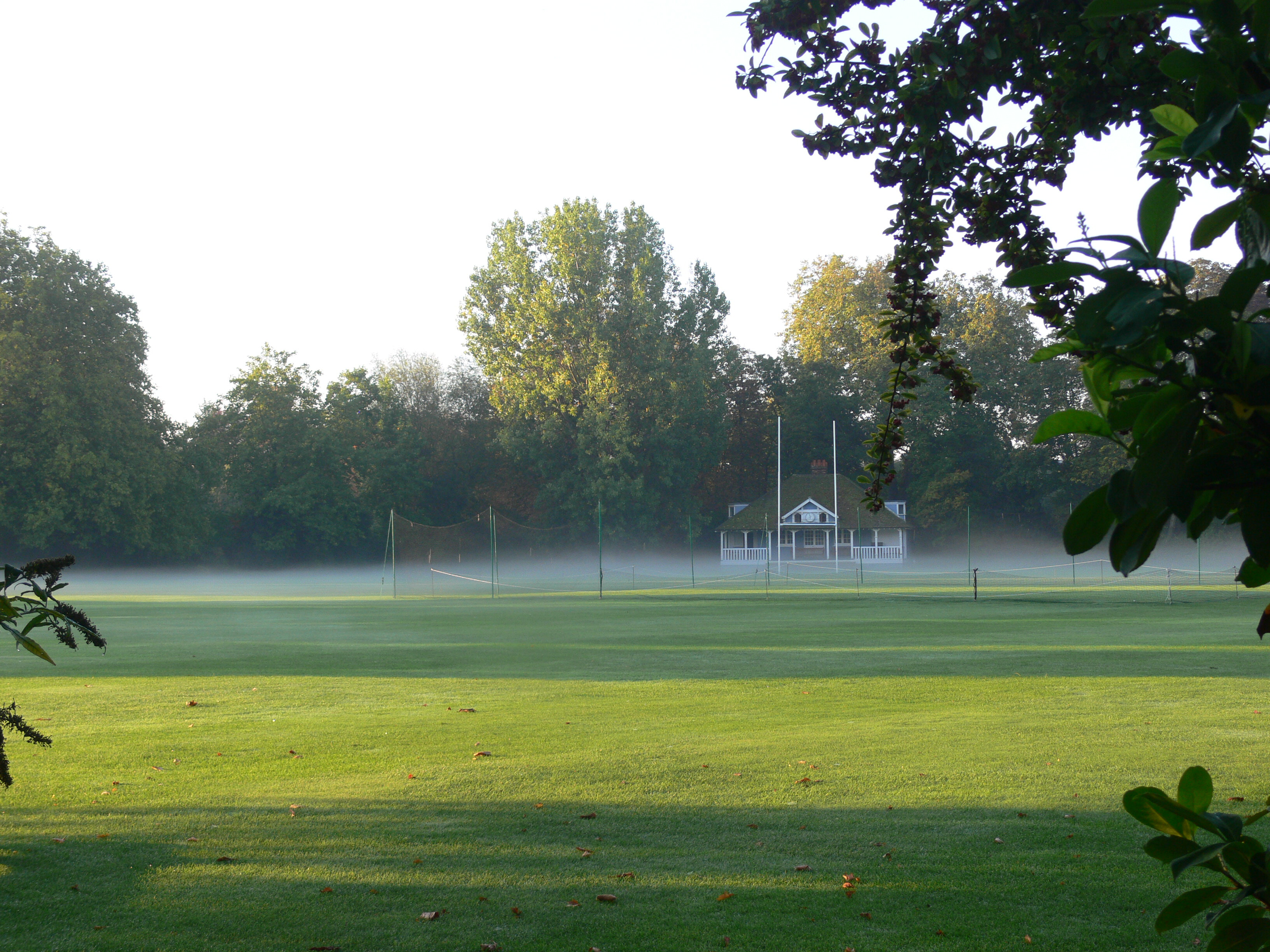
Worcesters speelvelden

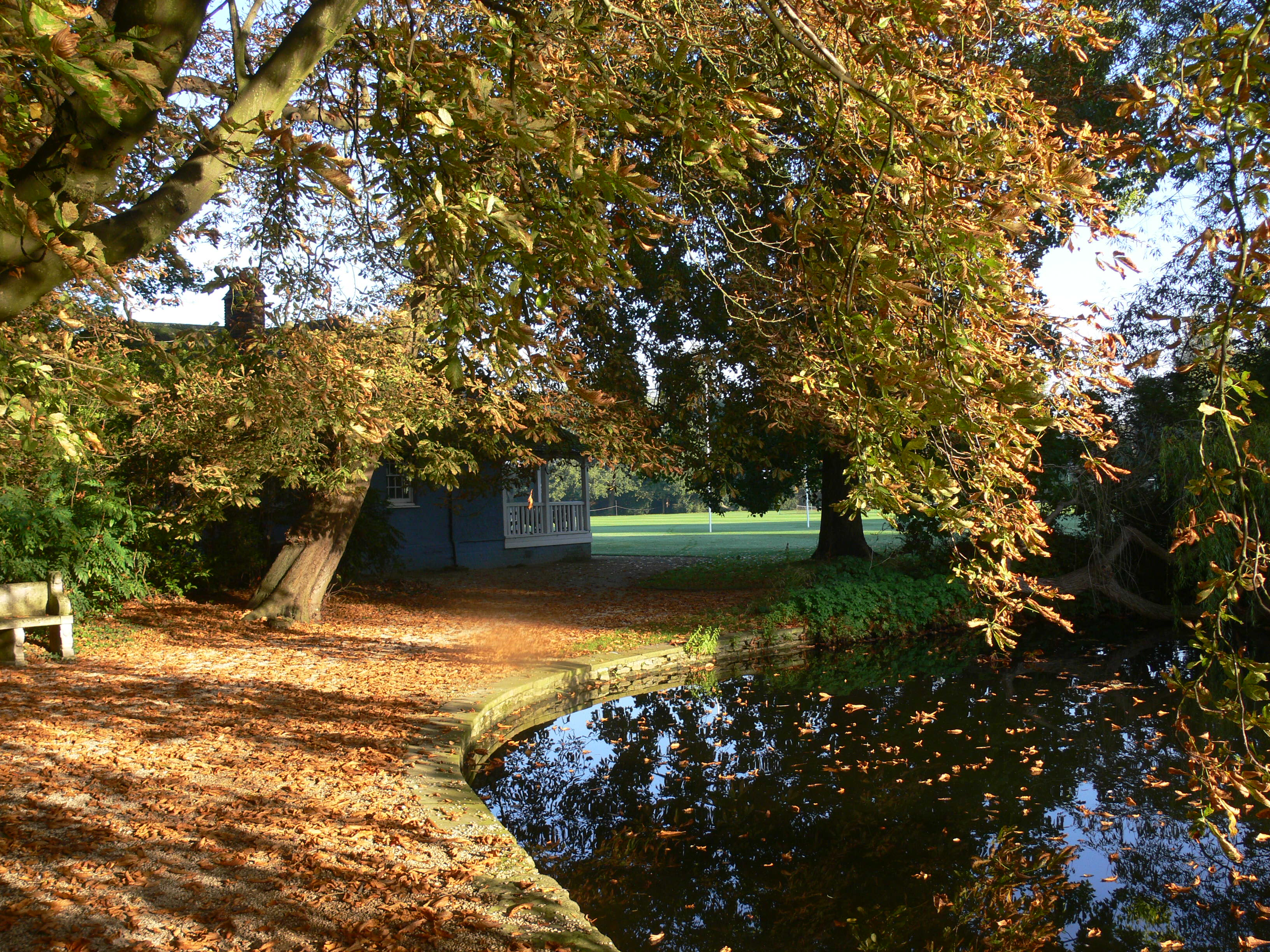
Het meer en het sportveld

Hoewel het Worcester College nu dicht bij het centrum van Oxford ligt, lag het in de achttiende eeuw aan de rand van de stad. Op de lange termijn is dat een voordeel gebleken, omdat het college op die manier de grote tuinen en sportvelden kon houden (26 hectare, inclusief een meer); het is het enige college dat sportvelden op het eigen terrein heeft. Dat kan mede een oorzaak zijn van de leidende positie die het college heeft in de verschillende cricket- en voetbalcompetities. De tuinen hebben ook talloze prijzen gewonnen, zoals de Oxford in Bloom College Award elke keer als zij aan de competitie meededen. De tuinen zijn in 1823 ontworpen en aangelegd door de toenmalige penningmeester van het college, Richard Gresswell, en worden nu onderhouden door een team van zeven tuiniers onder leiding van hoofdtuinier Simon Bagnell.
Een productie van Twelfth Night werd in de tuinen opgevoerd onder leiding van Patrick Garland, met Oz Clarke als Sir Toby Belch, en Francis Matthews.
In de zestiger jaren van de vorige eeuw gooide Daniel C. Dennet (student en promovendus filosofie) naar eigen zeggen de eerste frisbee in Engeland in de tuinen van het college. Frisbee’s zijn er nu verboden.

## Tradities
Oxford studenten kennen het Worcester College vooral van zijn driejaarlijkse bal. Elke drie jaar wordt er in juni een bal gehouden op de gronden van Worcester College, van 18:00 ’s avonds tot 06:00 ’s morgens. Het kledingvoorschrift is avondkleding. Tijdens het bal worden er ook donaties gedaan aan liefdadigheidsdoelen.
Het college houdt elke woensdag een formeel diner. Men gaat formeel gekleed. Vóór elke maaltijd wordt een vast dankwoord uitgesproken door een hoogleraar, of door een student Literae Humaniores (geesteswetenschappen). De tekst die gelezen wordt is dezelfde als in Christ Church, met dit verschil dat in het Worcester College de lange versie wordt voorgelezen:
“Nōs miserī hominēs et egēnī, prō cibīs quōs nōbis ad corporis subsidium benignē es largītus, tibi, Deus omnipotēns, Pater cælestis, grātiās reverenter agimus; simul obsecrantēs, ut iīs sobriē, modestē atque grātē ūtāmur. Īnsuper petimus, ut cibum angelōrum, vērum panem cælestem, verbum Deī æternem, Dominum nostrum Iēsum Christum, nōbis impertiāris; utque illō mēns nostra pascātur et per carnem et sanguinem eius fovēāmur, alāmur, et corrōborēmur. Amen.”
("Wij deerniswekkende en nooddruftige mensen zeggen U, almachtige God, hemelse Vader, eerbiedig dank voor de leeftocht die U ons goedgunstig hebt geschonken ter voeding van ons lichaam, en bidden U dat wij deze met mate, bescheiden en in dankbaarheid mogen nuttigen. Daarenboven vragen wij U ons het voedsel der engelen, het ware hemelse brood, het eeuwige woord Gods, onze Heer Jezus Christus, te schenken, opdat onze geest zich aan hem kan laven en wij door zijn vlees en bloed gewarmd, gevoed en gesterkt worden. Amen.")

## Rectoren

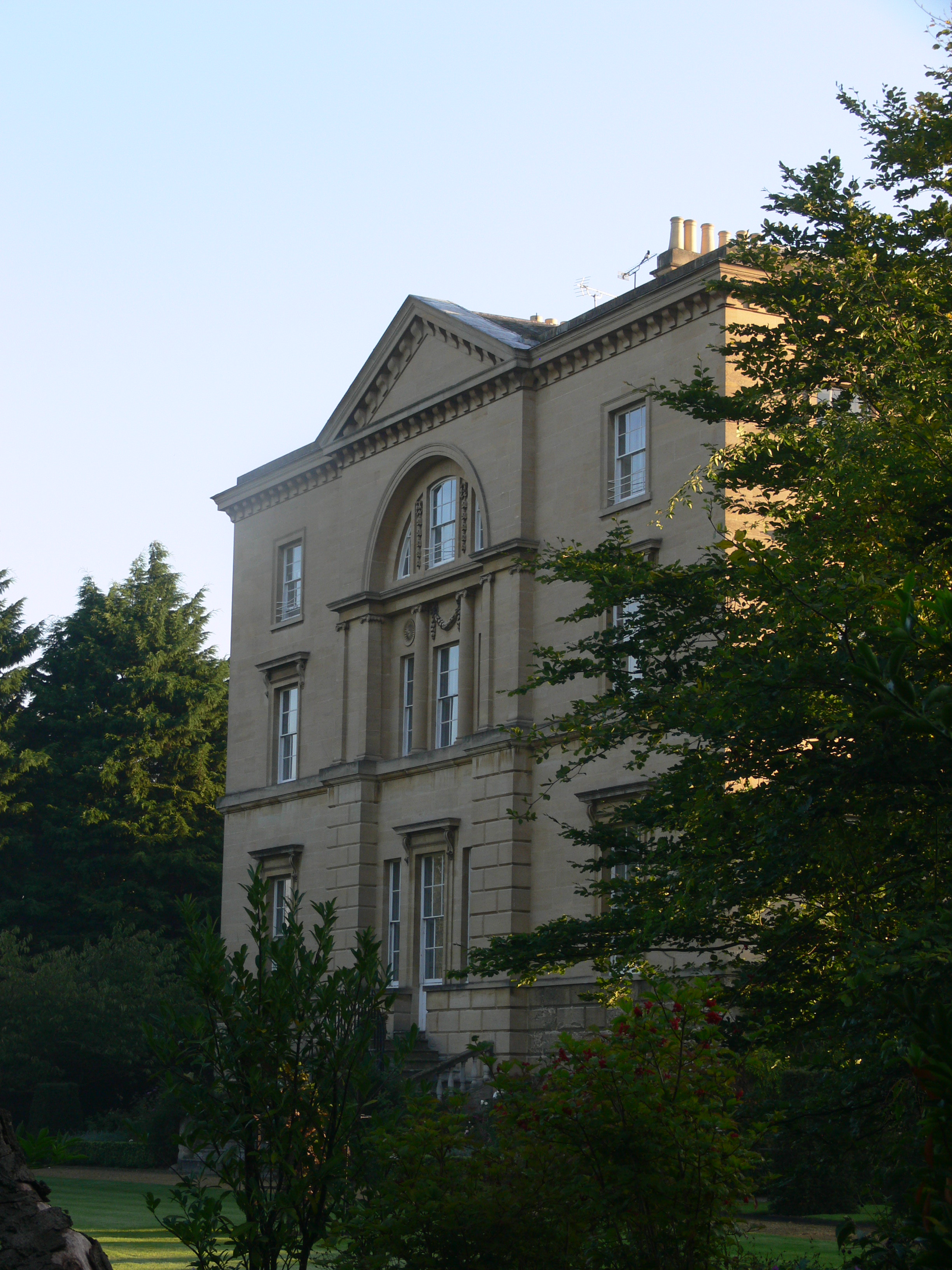
De verblijven van de rector.

| - Richard Blechynden (1714–36) - William Gower (1736–77) - William Sheffield (1777–95) - Whittington Landon (1795–1839) - Richard Lynch Cotton (1839–81) - William Inge (1881–1903) - Charles Henry Olive Daniel (1903–19) - Francis John Lys (1919–46) - Oliver Franks, Baron Franks (1962-76) - Asa Briggs, Baron Briggs (1976-91) - Richard Smethurst (1991-2011) - Jonathan Bate (2011-2019) - Kate Tunstall (interim) (2019-2021) - David Isaac (2021-) |

## Bekende oud-studenten
| - Richard Adams (schrijver) - Perry Anderson - Giles Andreae, ook bekend als Edward Monkton of Purple Ronnie - Bill Bradley - Alastair Burnet (Brits nieuwslezer) - Simon Burns - Peter Clift - Andrew Cockburn - Alex Cox - Gemma Chan - Russell T. Davies - Sir Kenelm Digby - Arthur Lee Dixon - Simon Donaldson - John Feckenham (Gloucester College) - Richard Flanagan - Cris Freddi - Robert Govett (theoloog) - Andy Green (luitenant-kolonel British Royal Air Force) - Sir Jeremy Greenstock - Tony Hey - John Hood | - Sir Martin Jacomb - Elena Kagan - Charles Kent (rugbyspeler) - David Kirk - Peter Kosminsky - John Lahr - Toby Litt - Richard Lovelace (Gloucester Hall) - Nelson McCausland - John Cecil Masterman - Glyn Maxwell - Sir William Neil McKie, voormalig organist van Westminster Abbey - Sir Roy Meadow (kindergeneeskunde) - John Michuki - Sir Alastair Morton - Rupert Murdoch (mediatycoon) - Anton Oliver - Constantine Phipps, vijfde Markies van Normanby - Steven Norris - Anton Oliver - Rachel Portman - Nicholas Purcell (Camden Professor of Ancient History in Oxford) | - Herbert Murrill - Thomas de Quincey (schrijver) - Tim Razzall, Baron Razzall - Peter Rodman - Michael Radford - John Sainsbury - Dr. Anthony Seldon - ZKH Raja Nazrin Shah - Seni Pramoj (voormalig premier van Thailand) - Anne-Marie Slaughter - Laura Solon - Jon Speelman (Brits schaker) - Lord Sudeley - Victoria "Plum" Sykes - Sir Stephen Tomlinson, Lord Justice of Appeal - Emma Watson - Woodrow Wyatt |